# Lac de la Boiteuse
Pour les articles homonymes, voir Boiteuse.
Le Lac de la Boiteuse est un plan d'eau douce du bassin versant de la rivière Shipshaw, coulant dans le territoire non organisé de Mont-Valin, dans la municipalité régionale de comté (MRC) Le Fjord-du-Saguenay, dans la région administrative de la Saguenay-Lac-Saint-Jean, dans la province de Québec, au Canada.
Le « lac de la Boiteuse » chevauche les cantons d'Aulneau et de Rouleau. Il est situé dans le territoire de la zec du Lac-de-la-Boiteuse.
La foresterie constitue la principale activité économique du secteur. Les activités récréotouristiques arrivent en second.
Une route forestière contourne le lac du côté Est, en passant près du lac Rond, et se connectant vers le Sud au réseau routier provincial. Une seconde route remonte vers le Nord-Ouest passant près du lac Marie et du lac Léon, et desservant la rive Ouest du lac. Ces routes sont particulièrement utiles pour les besoins de la foresterie et des activités récréotouristiques,,.
La surface du Lac de la Boiteuse est habituellement gelée de la fin novembre au début avril, toutefois la circulation sécuritaire sur la glace se fait généralement de la mi-décembre à la fin mars.

## Géographie
Les principaux bassins versants voisins du « lac de la Boiteuse » sont :
- côté Nord : Petit lac aux Outardes, Grand lac aux Outardes, rivière Shipshaw, rivière de la Boiteuse, lac Onatchiway ;
- Côté Est : lac Rond, rivière Shipshaw, lac La Mothe, ruisseau du Dos de Cheval, rivière Nisipi ;
- côté Sud : rivière Shipshaw, lac La Mothe, rivière Saguenay, rivière à l'Ours, Le Petit Bras, rivière des Aulnaies (rivière Saguenay) ;
- côté Ouest : ruisseau Langelier, rivière Péribonka, rivière Brûlée[1].

Le « lac de la Boiteuse » est situé entièrement en milieu forestier dans le territoire non organisé de Mont-Valin. Le « lac de la Boiteuse » comporte une longueur de 6,0 km, une largeur maximale de 1,7 km et une altitude de 353 m. Ce plan d’eau reçoit du côté Ouest les eaux des lacs Rond et à Pit ; il reçoit aussi quatre décharges de ruisseaux ou de lacs non identifiés. Ce lac comporte de hautes falaises du côté Nord-Est ; le sommet de cette montagne atteint 622 m à 2,0 km à l’Est du lac.
Une presqu’île rattachée à la rive Ouest s’étire vers le Sud sur 1,2 km formant une baie de la rive Ouest. Ce lac comporte 21 îles.
L’embouchure du « lac de la Boiteuse » est localisée au fond d’une baie de la partie Nord du lac, soit à :
- 7,5 km à l’Est de la rivière Péribonka ;
- 11,0 km au Nord-Ouest d’une baie du lac La Mothe (lequel est traversé par la rivière Shipshaw) ;
- 51,2 km au Nord du centre-ville de Alma (Québec) ;
- 53,7 km au Nord-Est de l’embouchure de la rivière Shipshaw ;
- 143,2 km au Nord-Ouest de l’embouchure de la rivière Saguenay[4],[1].

À partir du barrage à l’embouchure du « lac de la Boiteuse », le courant descend vers le Nord-Est sur 15,9 km en suivant la rivière de la Boiteuse, traverse le lac Onatchiway sur 11,3 km vers le Nord-Est et vers le Sud-Est, puis emprunte la rivière Shipshaw sur 73,9 km vers le Sud, puis le Sud-Est, pour aller de se déverser sur la rive Nord de la rivière Saguenay.

## Toponymie
Jadis, ce plan d’eau était désigné : « Lac des Îles de la Boiteuse » et « Lac Perron ».
L'origine de ce toponyme reste inconnue. Cette dénomination a été attribuée à une baie du Sud-Ouest du lac Onatchiway, à la rivière et au lac. La graphie « Boiteuse » pourrait être une corruption de « botteuse », soit la prononciation du mot anglais butter au féminin, une scie qui servait aux bûcherons à la coupe du bois en forêt. Ces toponymes étaient déjà en usage en 1905 lorsque l'arpenteur Jean Maltais a exploré cette région. Maltais la trouve bien boisée en sapin et en épinette noire. Il constate également que le poisson et surtout le gibier y abondent : brochet, truite, caribou, original, vison, castor, renard. Les ressources fauniques sont activement exploitées de nos jours dans la zec du Lac-de-la-Boiteuse. Par ailleurs, la compagnie Price a aménagé un camp forestier moderne à la baie de la Boiteuse.
Le toponyme lac de la Boiteuse a été officialisé le 5 décembre 1968 par la Commission de toponymie du Québec.